# Försvarsmaktens tekniska forskningsanstalt
Försvarsmaktens tekniska forskningsanstalt (FTeknFoa) var under åren 1998–2014 en finländsk forskningsinstitution i Ylöjärvi, som var underställd huvudstaben. 
Försvarsmaktens tekniska forskningsanstalt, som var den största av försvarets forskningsanstalter, bildades 1998 då Försvarsmaktens forskningscentral (grundad 1952) och Försvarets eltekniska forskningsanstalt med anor från 1960-talet sammanslogs. Den teknisk-naturvetenskapliga forskningsverksamheten inom försvarsmakten inleddes 1919, då ett kemiskt laboratorium inrättades i Helsingfors. De övriga laboratorierna och forskningsanstalterna som efter hand uppkommit i huvudstaden överflyttades med början 1967 till ett tidigare gruvområde i Ylöjärvi. Det kemiska laboratoriet flyttades först 1988. Forskningsanstalten hade avdelningar för vapenteknik, spräng- och skyddsteknik samt elektronik och IT-teknik. Personalen uppgick till omkring 173 personer (2010), varav 90 % civilanställda.
Vid en omorganisation av försvarets forskningsverksamhet 2014 ersattes Försvarsmaktens tekniska forskningsanstalt av Försvarsmaktens forskningsanstalt.